# William Burnside
William Burnside (Londen, 2 juli 1852 - 21 augustus 1927) was een Brits wiskundige. Hij is vooral bekend door zijn vroege bijdragen aan de theorie van de eindige groepen.
Burnside werd geboren in Londen. Hij studeerde aan de St John's en Pembroke Colleges aan de Universiteit van Cambridge, waar hij in 1875 Tweede Wrangler werd. Vervolgens doceerde hij tien jaar in Cambridge. Daarna werd hij benoemd tot hoogleraar in de wiskunde aan het Royal Naval College in Greenwich. Hoewel dit college niet tot de belangrijkste centra van het Britse wiskundige onderzoek behoorde, bleef Burnside ook daar zeer actief als onderzoeker. Gedurende zijn carrière publiceerde hij meer dan 150 artikelen.
Burnside's vroege werk was in de toegepaste wiskunde. Dit werk, hoewel nu vergeten, was van voldoende kwaliteit om in 1893 zijn uitverkiezing als fellow van de Royal Society te bewerkstelligen. Rond dezelfde tijd werd zijn belangstelling gewekt voor de studie van de eindige groepen. Dit was in het laat-19e-eeuwse Groot-Brittannië een nog niet uitvoerig bestudeerd onderwerp. Het duurde enkele jaren voor zijn werk op dit gebied algemene erkenning kreeg.
Het centrale deel van de Burnsides groepentheorie was op het gebied van de groepsrepresentaties, waar hij een bijdrage leverde aan de ontwikkeling van de fundamenten van deze theorie, dit in aanvulling en soms in concurrentie met het werk van Frobenius, die in de jaren 1890 ook met dit onderwerp bezig was. Een van zijn meest bekende bijdragen aan de groepentheorie is de stelling van Burnside (ook wel de paqb-stelling). Deze stelling laat zien dat elke eindige groep, waarvan de orde deelbaar is door minder dan drie verschillende priemgetallen een oplosbare groep is.
Burnside zijn klassieke werk, Theory of Groups of Finite Order (Theorie van groepen van een eindige orde) werd in 1897 gepubliceerd. De tweede editie (gepubliceerd in 1911) gold tientallen jaren als het standaardwerk over eindige groepen. Een belangrijk verschil tussen de twee edities is de opname van de karaktertheorie in de tweede druk.
Burnside staat ook bekend voor zijn formulering van het probleem van Burnside en het lemma van Burnside. Het probleem van Burnside gaat over de vraag hoe de grootte van een groep te begrenzen als er vaste grenzen bestaan, zowel voor wat betreft de volgorde van al haar elementen als voor wat betreft het aantal elementen, dat nodig om de groep te genereren. Het lemma van Burnside is een formule, die het aantal banen van een permutatiegroep, die op een verzameling inwerkt met het aantal dekpunten van elk van de elementen. Dit naar Burnside genoemde lemma was al eerder en onafhankelijk van elkaar door Frobenius en Cauchy ontdekt.
Naast zijn wiskundige werk was Burnside een bekende roeier. In zijn jaren als docent in Cambridge coachte hij het roeiteam van de Universiteit. In zijn overlijdensbericht in The Times uit 1927 werd meer aandacht besteed aan zijn sportieve-, dan aan zijn wiskundige carrière. Hij werd in deze necrologie "een van de meest bekende Cambridge atleten van zijn tijd" genoemd.

## Werken
- (en)  Burnside,William, Theory of Groups of Finite Order (Theorie van groepen van een eindige orde), Cambridge, 1911, 2de editie